# 扎比奇河
扎比奇河（烏克蘭語：Жабичі），是烏克蘭的河流，位於該國西北部，屬於斯特里河的右支流，發源自沃夫科維伊，流經羅夫諾州，河道全長22公里，流域面積172平方公里。